# Zospeum bellesi
Zospeum bellesi is een slakkensoort uit de familie van de Ellobiidae. De wetenschappelijke naam van de soort is voor het eerst geldig gepubliceerd in 1973 door E. Gittenberger.